# Sthenaridea carmelitana
Sthenaridea carmelitana är en insektsart som först beskrevs av Carvalho 1948.  Sthenaridea carmelitana ingår i släktet Sthenaridea och familjen ängsskinnbaggar. Inga underarter finns listade i Catalogue of Life.